# Constelaciones (Miró)
Constelaciones (bien estrelladas) es una serie de veintitrés pinturas sobre papel de pequeñas dimensiones, iniciada por Joan Miró el 1939 en Varengeville-sur-Mer y finalizada en 1941 entre Mallorca y Montroig. La Fundación Joan Miró conserva una obra de esta serie, La estrella matinal, una de las obras más destacadas de la serie que el pintor dio a la su mujer y que posteriormente ella dio a la Fundación.

## Historia
En agosto de 1939, un mes antes de estallar la Segunda Guerra Mundial, Miró, con su familia, deja París y se instala en Varengeville-sur-Mer, un pequeño pueblo de Normandía. Ante la difícil realidad del momento, siendo un fuerte deseo de evasión. Este sentimiento se refleja claramente en una de las series más singulares, armónicas y poéticas de su producción, la conocida posteriormente como Constelaciones. Allí pintaría las 10 primeras obras de la serie, empezando por Alba y La escala de la evasión.
Tras huir de Francia debido a la invasión de las tropas alemanas, Miró continúa trabajando la serie de las Constelaciones en Mallorca, donde realiza 10 composiciones más, de carácter más complejo. En 1941 en Montroig, finaliza la serie pintando 3 obras. En aquella época empezó los primeros bocetos de la posteriormente conocida como Serie Barcelona, donde repetiría parte de su imaginario.

Sentía un profundo deseo de huir. Me cerré deliberadamente en mí mismo. La noche, la música y las estrellas comenzaron a tener un papel decisivo en mi pintura.
Joan Miró.

## -Descripción-
En esta serie se inicia una morfología de signos caracterizada por la presencia de astros, pájaros y mujeres que configuran el lenguaje mironiano de la etapa de madurez. Entre las superposiciones de las diferentes formas se crea un espacio cromático determinado, que a partir de este momento se repite constantemente en la obra de Miró. Todas las obras están fechadas, lo que permite ordenar la secuencia cronológicamente.
Los fondos de las obras están pintados con tonos suaves, y la gran mayoría de obras están llenas de intersecciones lineales de color negr0, con pequeños detalles pintados en los colores primarios que utilizaba Miró (rojo, azul, amarillo...) Las obras recuerdan a mapas astrales, representaciones de espacios cósmicos.
Joan Punyet, nieto del artista, comenta en una entrevista en el programa El meu avi, de TV3:

Las Constelaciones son una escapada al sublime. Son una ida hacia la energía. Hacia el universo. Son una puerta para irse de una guerra circunstancial, de un genocidio, de una brutalidad, de una tontería. Las Constelaciones son decir: mi único salvador en esta tragedia mundial es el espíritu, es el alma que me lleva hacia el cielo. Que me lleva hacia el sublime. Es como si el Miró fuera un pájaro nocturno capaz de evadirse de la tierra, marchó hacia el cielo, viajar por el cielo, los astros, por las constelaciones, capturarlas todas con una mano, volver a tierra y dibujar -las sobre una hoja de papel.
Juan Punyet.